# Рассудок
Рассу́док — часть мыслящего сознания, способного логически осмыслять действительность, познавать в понятиях вещи и их отношения, способность составлять суждения (по Канту) превращает восприятия в опыт путём объединения их в категории. Своей этимологией восходит к глаголу рассуждать.
Важными характеристиками рассудка являются:
- строгое отделение понятий друг от друга
- способность правильно классифицировать воспринимаемое
- непротиворечиво систематизировать опыт и знание[3]

Рассудок следует отличать от других форм сознания — самосознания, разума и духа. Рассудок не создаёт нового знания, а лишь систематизирует уже существующее.
Рассудок считается обычным состоянием сознания и защитником здравого смысла.
Термин «рассудок» встречается в трудах Платона, Аристотеля, Николая Кузанского. В диалоге «Государство», говоря о познании, Платон выделяет «четыре состояния, что возникают в душе: на высшей ступени — разум, на второй — рассудок, третье место удели вере, а последнее — уподоблению». Рассудок у Платона — это «движение мысли от неких прочувствованных или простых субъективных априорных форм и правил (аксиом) к выводам». У Аристотеля рассудок, «это деятельность мышления, направленного на иное, то есть не имеющая целью само мышление». У Николая Кузанского «рассудок (ratio) — это способность к рациональному, логическому мышлению на основе чувственных ощущений». «Ощущение, рассудок, интеллект и бесконечный первообраз есть определённая иерархия ума, в которой всякое последующее является оформляющим принципом для предыдущего» — пишет Кузанский.
Особый смысл термин «рассудок» приобрёл в философии Канта: «рассудок — способность к научному познанию, разум — безнадёжные усилия философии познать мир». Деление мышления на ступени рассудка и разума исторически имело известное обоснование. Рассудок считался как бы первой ступенью логического познания в сравнении с разумом, когда ум человека подчинялся законам логики.
В поздний период развития философии более высшей ступенью мышления считался разум, под которым понималась способность отыскивать причины и сущность, универсальную связь вещей и всех явлений, формулировать новые идеи. Гегель понимал под разумом высшую, «спекулятивную» ступень диалектического мышления, на которой достигается тождество противоположностей. Рассудком он называл «мышление, порождающее лишь конечные определения и движущиеся в них». В современной философии под определением понятия «рассудок» чаще всего понимают умение правильно классифицировать факты, последовательно рассуждать и выводить умозаключения. О месте же рассудка в процессе познания, о взаимоотношении его с разумом говорится мало.